# 멜라니 로랑
멜라니 로랑(프랑스어: Mélanie Laurent, 1983년 2월 21일 ~ )은 프랑스의 배우, 가수, 영화 각본가, 영화 감독이다. 쿠엔틴 타란티노 감독의 2009년도 영화 《바스터즈: 거친 녀석들》에 쇼샤나 드레이퍼스 역으로 출연하였다.

## 생애
멜라니 로랑은 프랑스 파리에서 태어났다. 어머니는 발레리나였으며, 아버지는 성우(만화 시리즈《심슨 가족》의 네드 플랜더스 역 목소리 연기를 하였다.)였다. 멜라니 로랑은 유대계이며, 아시케나지(독일•폴란드•러시아계 유대인) 및 세파르딕(스페인계) 혈통이다. 조부는 나치의 국외 추방령에도 불구하고 살아남았었다.
그녀의 외조부모는 영화 포스터 작가였다.
멜라니 로랑은 파리 9번가에서 성장하였다.
그녀는 1999년에서 2009년에 걸쳐 대략 20여 편의 영화에 출연하였다. 《잘 있으니까 걱정 말아요》 (Je vais bien, ne t'en fais pas, 2006)로 2006년도 세자르 시상식에서 신인여자배우 상을 받았다. (César Award for Most Promising Actress)
2006년, 멜라니 로랑은 프랑스 국내 영화 상인 로미 슈나이더상 및 장 가뱅 상(1987년 세자르상 시상식에서 프랑스 영화인들은 특별히 장 가뱅 상을 제정, 매년 신인배우상을 시상한다.) 신인여자배우 부문 상을 수상하였다. (제레미 레니에가 신인남성배우 상)
2008년, 멜라니 로랑은 영화 《점점 더 적게》를 연출하여, 감독 자격으로서 2008년도 칸 영화제 단편영화 경쟁 부분에 진출하기도 하였다. 이 7분짜리 영화는 정신과 의사 앞에서, "기억을 점점 더 적게"하게 되는 환자에 대한 이야기이다. 또한, 그녀는 단편 영화《À ses pieds》를 감독하였다. 이 작품은 프랑스 텔레비전 채널 카날+에서 2008년 10월 25일, 26일 방영하였다.

## 음반 목록
- En t'attendant. (2011)

## 작품 목록

### 배우
| 년도 | 영화                               | 원제                               | 배역                                     | 비고                       |
| ---- | ---------------------------------- | ---------------------------------- | ---------------------------------------- | -------------------------- |
| 1999 | 연못 위의 다리                     | Un pont entre deux rives           | Lisbeth                                  |                            |
| 2000 | 밤길                               | Route de nuit                      | Francesca                                | TV                         |
| 2001 | 이것이 나의 육체다                 | Ceci est mon corps                 | Clara                                    |                            |
| 2002 | 당신이 원하는 이에게 키스하세요    | Embrassez qui vous voudrez         | Carole                                   |                            |
| 2003 | La faucheuse                       | La Faucheuse                       | Isabelle                                 |                            |
| 2003 | Jean Moulin, une affaire française | Jean Moulin, une affaire française | Alice Arguel (jeune)                     | TV                         |
| 2003 | 스노보더                           | Snowboarder                        | Célia                                    |                            |
| 2004 | Une vie à t'attendre               | Une vie à t'attendre               | La jeune fille à l'usine                 |                            |
| 2004 | Rice Rhapsody                      | Rice Rhapsody                      | Sabine                                   |                            |
| 2004 | 라스트데이                         | Le Dernier jour                    | Louise                                   |                            |
| 2005 | 내 심장이 건너뛴 박동              | De battre mon coeur s'est arrêté   | 민스코프의 여자친구 역                   |                            |
| 2005 | Les Visages d'Alice                | Les Visages d'Alice                | 앨리스                                   |                            |
| 2006 | 영광의 날들                        | Indigènes                          | Marguerite dans le village des Vosges    |                            |
| 2006 | 딕케넥                             | Dikkenek                           | 나타샤                                   |                            |
| 2006 | 잘 있으니까 걱정 말아요            | Je vais bien, ne t'en fais pas     | Élise "Lili" Tellier                     | 세자르 신인여자배우상 수상 |
| 2007 | L'Amour caché                      | L'Amour caché                      | Sophie                                   |                            |
| 2007 | 킬러                               | Le Tueur                           | Stella                                   |                            |
| 2007 | 멜로디의 미소                      | La Chambre des morts               | Lucie Hennebelle                         |                            |
| 2008 | 사랑을 부르는 파리                 | Paris                              | Lætitia                                  |                            |
| 2008 | The Business Trip                  | The Business Trip                  | Hotel receptionist                       |                            |
| 2008 | 슈 앳 유어 풋                      | Shoe at Your Foot                  | Chloé                                    |                            |
| 2009 | 바스터즈: 거친 녀석들              | Inglourious Basterds               | 쇼샤나 드레피스 (혹은 쇼산나 드레이퍼스) |                            |
| 2009 | 더 콘서트                          | Le Concert                         | 안네 마리 자켓                           |                            |
| 2010 | 라운드 업                          | The Round Up                       | Annette                                  |                            |
| 2011 | 비기너스                           | Beginners                          | Anna                                     |                            |
| 2011 | Wings of Life                      | Pollen                             | 해설                                     |                            |
| 2011 | 레퀴엠 포 어 킬러                  | Requiem pour une tueuse            | Lucrèce                                  |                            |
| 2011 | Et soudain tout le monde me manque | Et soudain tout le monde me manque | Justine                                  |                            |
| 2011 | Les adoptés                        | Les adoptés                        | Lisa                                     |                            |
| 2013 | 리스본행 야간열차                  | Night Train to Lisbon              | 젊은 에스테파니아                        |                            |
| 2013 | 나우 유 씨 미: 마술사기단          | Now You See Me                     | 알마 드레이                              |                            |
| 2013 | 에너미                             | Enemy                              | Mary                                     |                            |
| 2013 | 미지의 여인에게서 온 편지          | Letter from an Unknown Woman       | 안네 마리 자켓                           |                            |
| 2014 | 하늘 높이                          | Aloft                              | Jannia Ressmore                          |                            |
| 2015 | 인사이드 아웃                      | Inside Out                         | 까칠이                                   | 프랑스어 더빙              |
| 2015 | 부메랑                             | Boomerang                          | Agathe Rey                               |                            |
| 2015 | 바이 더 씨                         | By the Sea                         | Lea                                      |                            |
| 2016 | 이터너티                           | Éternité                           |                                          |                            |
| 2018 | 오퍼레이션 피날레                  | Operation Finale                   | 해나                                     |                            |
| 2018 | Return of the Hero                 |                                    |                                          |                            |
| 2018 | 화이트 라이언 찰리                 | Mia and the White Lion             | 앨리스 오웬                              |                            |
| 2019 | 6 언더그라운드                     | Six Underground                    | 투                                       |                            |
| 2021 | O2                                 | Oxygène                            | 엘리자베트 한센                          |                            |
| 2021 | 광녀들의 무도회                    | Le Bal des folles                  | 주느비에브                               |                            |
| 2023 | 머더 미스터리 2                    | Murder Mystery 2                   | 클로데트                                 |                            |
| 2023 | 여도둑들                           | Voleuses                           | 카롤                                     |                            |
| 2024 | 플러드                             | The Flood                          | 마리 앙투아네트                          |                            |

### 감독
- 《점점 더 적게》 (2008년) (단편 영화)
- 《에로틱 컴필레이션》 (1 에피소드, 2008년) (단편 영화)
- 《마린》 (2011)
- 《Surpêche》 (2012, 단편 다큐)
- 《숨 막히는》 (2014)
- 《내일》 (2015, 다큐멘터리)
- 《다이빙: 그녀에 빠지다》 (2017)
- 《갤버스턴》 (2018)
- 《광녀들의 무도회》 (2021)
- 《여도둑들》 (2023)

## 예능 프로그램
- 2019년 SBS 런닝맨 (482회, 2019년 12월 22일 게스트 출연)